# Médias de masse
Pour les articles homonymes, voir Masse (homonymie).
Les médias de masse (francisation de l'anglais : mass media) sont l'ensemble des moyens de diffusion de masse de l'information, de la publicité et de la culture, ils sont capables d'atteindre et d'influencer un large public. Les principaux moyens de communication de masse sont la presse, l'affiche, le cinéma, la radiodiffusion, la télévision et plus récemment l'internet. Le terme média est souvent utilisé comme une abréviation de mass media (ou médias de masse).

## Naissance du concept

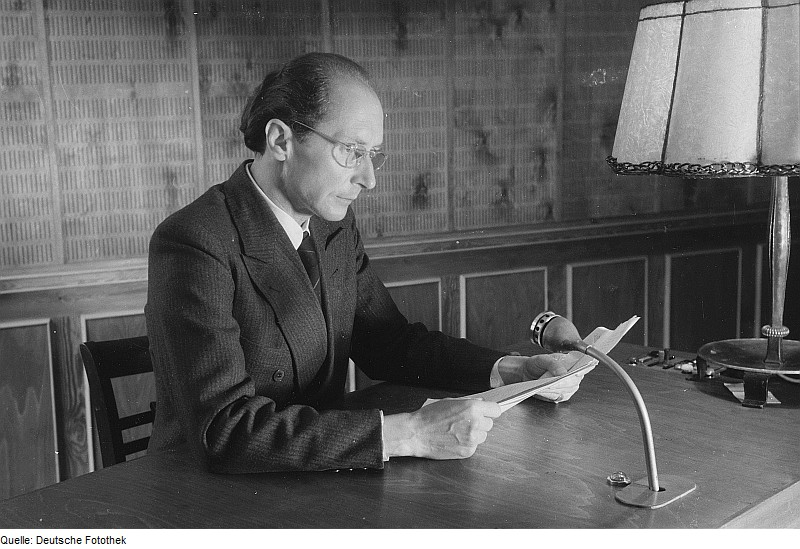
Un présentateur radio à Leipzig en 1948 (photo de Roger Rössing).

Jusqu'en 1930, seule la presse écrite était considérée comme un moyen d'information pouvant toucher un large public. À partir des années 1930, le cinéma parlant en se développant, contribue à faire évoluer, la presse, les magazines et la radio. La communication de masse apparaît comme un problème social.
En 1969, l'Académie française propose le terme de masses-média pour franciser l'expression anglaise mass média, mais ce terme ne sera pas utilisé.
Le chercheur canadien Marshall McLuhan présente le phénomène des « médias de masse » sous quatre caractéristiques principales :
- la communication de un vers plusieurs ;
- l’unilatéralité du message : le public n'interagit pas avec le véhicule du message ;
- l'information est indifférenciée : tout le monde reçoit la même information au même moment ;
- l'information est mosaïque et présentée selon des séquences prédéfinies.

Jusqu'au développement du web 2.0, du fait des techniques employées, les médias de masse se caractérisent par une logique push, c'est-à-dire que l'information est poussée par un émetteur vers des destinataires, à grande échelle, d'où un coût par contact très faible pour l'annonceur. Ainsi la télévision est considérée comme le média de masse par excellence.
L'Histoire des techniques de télévision fait l'objet d'un article séparé.

### Publicité et propagande
La puissance de pénétration dans les foyers par les médias de masse va intéresser :
- les publicitaires, qui par le biais de la réclame s'efforcent de dynamiser les ventes dans une période économique plutôt anémique et cahotante (fin des années 1920, surnommées Roaring Twenties dans le monde anglophone et années folles en France) ;
- les politiques, qui y voient un moyen commode de réaliser une propagande efficace.

### Consommation de masse et médias de masse
À partir des années 1930, le développement de la consommation de masse crée un formidable tremplin pour la communication de masse. Les médias capables de « faire passer des messages » à grande échelle à de vastes publics, se développent, à l'initiative des producteurs, pour :
- faire connaître, apprécier, acheter leurs produits/services disponibles dans une société de « nouvelle » abondance ;
- faire pression sur la distribution pour qu'elle référence les produits ayant fait l'objet d'une publicité (le distributeur ne peut pas ne pas avoir en rayon les produits « vus à la télé »).

### Culture de masse et médias de masse
Durant les années 1960 et 1970, le renouveau du pouvoir d'achat et la prospérité relative retrouvée donnent naissance à des catégories sociales nouvelles qui sont soucieuses de reconnaissance (par exemple au travers de la consommation ostentatoire), et vont devenir les cibles majeures des hommes de marketing :
- les classes moyennes ;
- les jeunes nés dans l'après-guerre (baby-boom) ;
- la « ménagère de 40-50 ans », cible d'audience privilégiée pour Radio-Luxembourg, aujourd'hui RTL ;
- les ados, cible d'audience privilégiée pour Europe 1.

## Modèle économique
Par le recours aux médias de masse, les annonceurs peuvent diffuser leurs messages en direction d'un très vaste public, répartis sur des espaces élargis pour un coût relativement raisonnable. La mesure de l'efficacité de ces diffusions donne lieu à un suivi spécifique (mesure de l'audience : audimat, coût par contact, etc.). Le développement des réseaux sociaux remet en cause le financement des médias de masse par la publicité.

## Nouvelles technologies et renaissance du concept
Dans un second temps, depuis l'arrivée des nouvelles technologies — et en particulier de l'internet, — l'univers des médias de masse a été considérablement révolutionné du fait d'un recul des contraintes techniques. Il devient désormais possible de combiner « action de masse » avec :
- une logique de diffusion plus sélective en fonction de la cible segmentée et visée (ex : ciblage marketing) ;
- une interactivité accrue (alors qu'elle était très limitée jusque-là) ;
- une logique pull où l'information est tirée par le destinataire ;
- une approche plus souple de l'information via la navigation et la recherche en mode hypertexte ;
- un coût de conception, de transport et de diffusion de l'information abaissé à des niveaux sans précédent, du fait de l'utilisation de procédés de numérisation.

## Typologie des médias de masse
On distingue aujourd'hui plusieurs médias de masse.
- La télévision[7], qui est le plus important média de masse, comme confirmé en Belgique par l'émission spéciale de La Une du 13 décembre 2006. En Grande-Bretagne, La Bombe, de Peter Watkins, avait déjà prouvé l'importance de la télévision comme média de masse[8] : en 1965, la BBC avait demandé à Peter Watkins de réaliser une simulation crédible des lendemains d'une attaque nucléaire sur l'Angleterre, hautement d'actualité à l'époque. Elle avait cependant refusé de diffuser le résultat, très documenté et réaliste, donc très alarmiste et aux antipodes des déclarations politiques britanniques. Une lacune du contrat de production permit au film de tout de même sortir dans les salles de cinéma. Il fut récompensé d'un Oscar et du prix spécial du Festival de Venise. Ce qui avait posé un problème, comme dans le cas de l'émission spéciale de la RTBF, est la diffusion par un média de masse, la télévision.
- La radio[7].
- Certains canaux de distribution du cinéma (tous sont loin de toucher un large public, et encore moins l'ensemble de la population d'un pays).
- La presse écrite (journaux et magazines)[7].
- Le livre (fiction et non-fiction : essais, guides pratiques, documents, etc.).
- La bande dessinée.
- Les CD et DVD.
- L'affichage.
- Le web, dont l'appartenance aux médias de masse a été discutée avant d'être communément admise aujourd'hui[7]. Depuis la période Web 2.0, la tendance consiste à faire réaliser le contenu de sites web par leur public (contenu généré par les utilisateurs (user-generated content en anglais) via les blogs, les wikis, etc. Ceci crée une situation nouvelle : la communication ne se fait pas de un à plusieurs, mais de plusieurs à plusieurs.

## Démassification des médias
Dans son livre La Troisième Vague publié en 1980, le sociologue Alvin Toffler reprend la classification de l'économie en trois secteurs de Colin Clark et de Jean Fourastié avec l'époque primaire (agriculture), secondaire (industrie) et tertiaire (services) pour découper l'histoire en trois grandes vagues successives : la révolution agricole, la révolution industrielle et la révolution post-industrielle. Selon lui, cette dernière période est caractérisée par la révolution numérique, le développement d'une nouvelle infosphère et technosphère, et la démassification des médias, la multiplication des « médias autres » en opposition des médias de masse (médias de proximité, médias communautaires, médias alternatifs, autopublication) entraînant un tourbillon informationnel fatal aux médias traditionnels de la deuxième vague, qui tendaient à normaliser et à uniformiser les informations, au détriment de la diversité et de la complexité du réel. Le sociologue Francis Balle remet en cause cette uniformisation par les médias de masse dont les techniques de distribution très individualisées (multiplication des réseaux mobiles, essor du « nomadisme ») et la création, au sein de leur groupe, de médias spécialisés, favorisent la diversification.
Selon Toffler, la démassification et l'explosion de l'information conduit à une « société d'hyperchoix » et à la déstandardisation de la culture qui devient éclatée (« démassification des mentalités »). Cette troisième vague renverse les médias mainstream qui voient leur influence diminuer et les médias démassifiés favorisent « des individus bien formés, d'une maturité croissante, compétents et aptes à s'exprimer, en quelque sorte, sur un plan supérieur ». Balle pense au contraire que l'abondance de choix ne permet plus, paradoxalement, une véritable liberté de choix, et qu'elle ouvre plus grande la porte aux stratégies d’influence, d'instrumentalisation et de propagande. Les sociologues Frank Webster (en) et Kevin Robins ne partagent pas cette vision optimiste de Toffler, considérant que les nouvelles technologies de l'information neutralisent les relations sociales et prolongent le contrôle et les formes de domination qui sont en place depuis longtemps déjà dans les sociétés capitalistes. Le réalisateur Pascal Bonitzer analyse le contradiction entre la multiplicité des médias télévisuels et la diversité de l'information : « un maximum de différences (la pluralité du même, l'éclatement des supports, des genres, des types de production imaginaire, anciennes, récentes et nouvelles images), un maximum d'indifférence, ou une tendance à l'indifférenciation maximum (le service public, le grand égout collecteur, la loi de l'audimat, la mêmeté des multiples chaînes). La multiplicité des images, des canaux, des réseaux, est un leurre en ce sens que le système de la Communication (ou de l'Information, autre face du même) canalise cette multiplicité au profit de son propre discours, autonyme et tautologique. Dans l'univers de la Communication, il n'est plus question de communication ». Le sociologue Lucien Sfez partage ces analyses en créant le néologisme tautisme (contraction de tautologie et autisme) pour désigner une pathologie sociale relative à la dépendance du sujet à l’égard de ces nouvelles techniques et de la multiplication des sources qui génèrent, par la redondance de leurs contenus et le filtrage (chambre d'écho, bulle de filtres), un enfermement et un automatisme qui consiste à prendre la représentation de la réalité pour son expression.